# Lyssomanes antillanus
Lyssomanes antillanus là một loài nhện trong họ Salticidae.
Loài này thuộc chi Lyssomanes. Lyssomanes antillanus được Peckham & Wheeler miêu tả năm 1889.